# Vincent Hardy (journaliste)
Pour les articles homonymes, voir Vincent Hardy et Hardy.
Vincent Hardy est un journaliste sportif français. 

## Biographie
Élève au lycée Saint-François Xavier de Vannes, Vincent Hardy commence sa carrière de journaliste en tant que correspondant au journal Ouest-France sur la presqu'île de Rhuys (Morbihan).
Vincent Hardy entre au service des sports de la rédaction de TF1 en 1990, où il devient journaliste puis présentateur de l'émission dominical Téléfoot,.
En 1995, il coprésente avec David Cozette la finale Élite du Championnat de France de hockey sur glace 1994-1995 opposant les Dragons de Rouen aux Albatros de Brest à la patinoire de l'Île Lacroix puis trois ans plus tard en 1998 à la vielle de la Coupe du Monde de football en France il présentera la finale de la NHL en direct et en clair sur TF1 qui co-diffuse avec Canal+ en direct et en crypté.
En 1996 sur TF1, il présente l'émission Bonjour Atlanta sur les Jeux olympiques d'Atlanta aux côtés de Roger Zabel. 
Lors de la Coupe du monde 1998, Vincent Hardy commente des matchs de football en duo avec Christian Jeanpierre et pendant la Coupe du monde 2002, il coanime l'émission Tous ensemble, aux côtés de Jean-Pierre Pernaut et Flavie Flament.
En 2004, après quatorze ans passés à TF1, Vincent Hardy est évincé de la chaîne et se reconvertit en tant que commercial dans une entreprise vendant des pelouses synthétiques. Dans ce domaine, il y monte une société au Maroc baptisée Green Maroc.